# Asimutbreen
Der Asimutbreen (norwegisch für Azimutgletscher) ist ein kleiner und steiler Gletscher im ostantarktischen Königin-Maud-Land. Er fließt zunächst südöstlich, dann nordöstlich zwischen den Solhøgdene und dem Skuggekammen im östlichen Otto-von-Gruber-Gebirge zum Wangengeim-Gletscher.
Entdeckt und anhand von Luftaufnahmen kartiert wurde er von Teilnehmern der Deutschen Antarktischen Expedition 1938/39 unter der Leitung des Polarforschers Alfred Ritscher. Eine neuerliche Kartierung anhand weiterer Luftaufnahmen und Vermessungen sowie die Benennung erfolgte bei der Dritten Norwegischen Antarktisexpedition (1956–1960).